# Throat hit
 (avril 2023).

Le throat hit ou le hit est le nom donné aux sensations apparaissant dans la gorge après l'utilisation d'une cigarette à tabac. Ces sensations, produites par la nicotine, incluent notamment les picotements qui peuvent survenir, la contraction de la gorge ou des raclements.
Les fumeurs de cigarette électronique essayeront de reproduire cette sensation pour arrêter de fumer. Le terme décrit alors le niveau optimal de substitution addictif et sensoriel produit par l'inhalation d'un liquide de cigarette électronique par rapport à une bouffée de cigarette à tabac.[non neutre]